# Li Jinyu
Li Jinyu (en chino, 李靳宇; pinyin, Lǐ Jìnyǔ; Heilongjiang, 30 de enero de 2001) es una patinadora de velocidad sobre pista corta china.

## Carrera deportiva
Comenzó a practicar el deporte como pasatiempo en 2007.
Participó en los campeonatos mundiales juveniles de 2016 en Sofía (Bulgaria) y de 2017 en Innsbruck (Austria), donde en ambos ganó el evento de relevos. En Innsbruck obtuvo además la medalla de plata en los 1500 metros y la de bronce en la superfinal de 1500 metros.
También compitió en la copa mundial de 2017-2018 en los 1000 metros, sin obtener medallas. En el Trofeo de Shanghái de 2017 ganó dos medallas de plata en los 1000 y 1500 metros.

### Pyeongchang 2018
En los Juegos Olímpicos de Invierno de 2018 en Pyeongchang (Corea del Sur), ganó la medalla de plata en el evento de 1500 metros.
Compitió en la Final A del evento de relevo de 3000 metros (junto a Fan Kexin, Qu Chunyu y Zhou Yang), quedando descalificadas junto al equipo de Canadá, favoreciendo a las patinadoras de los Países Bajos.
También compitió en los 1000 metros, no logrando avanzar en los cuartos de final.